# Айяорты
Айяорты (Айярты, устар. Ай-Яорты) — река в России, протекает по Нижневартовскому району Ханты-Мансийского АО. Длина реки составляет 32 км.
Начинается в болотах глубиной 1,8 метра в междуречье Ай-Лагрнъёгана и Кутлопъярты на высоте, превышающей 91,2 метра над уровнем моря. От истока течёт на юго-юго-запад в окружении болот, соснового леса и ягельников параллельно Кутлопъярты. Устье реки находится в 26 км по левому берегу реки Лагрнъёган на высоте 72,1 метра над уровнем моря.

## Данные водного реестра
По данным государственного водного реестра России относится к Верхнеобскому бассейновому округу, водохозяйственный участок реки — Обь от впадения реки Вах до города Нефтеюганск, речной подбассейн реки — Обь ниже Ваха до впадения Иртыша. Речной бассейн реки — (Верхняя) Обь до впадения Иртыша.
Код объекта в государственном водном реестре — 13011100112115200043867.